# Legnava
Legnava é um município da Eslováquia, situado no distrito de Stará Ľubovňa, na região de Prešov. Tem 17,79 km² de área e sua população em 2018 foi estimada em 102 habitantes.

## Demografia
| Ano:        | 1994 | 2004    | 2014    | 2024    |
| ----------- | ---- | ------- | ------- | ------- |
| Broj ljudi: | 193  | 146     | 117     | 87      |
| Razlika:    |      | -24,35% | -19,86% | -25,64% |

| Ano:               | 2023 | 2024   |
| ------------------ | ---- | ------ |
| Número de pessoas: | 90   | 87     |
| Diferença:         |      | -3,33% |